# Betelu
Betelu es una villa y municipio español de la Comunidad Foral de Navarra, situado en la Merindad de Pamplona, en comarca de Norte de Aralar y a 43 km de la capital de la comunidad, Pamplona. Su población a fecha 1 de enero de 2020 es de 374 habitantes (INE).

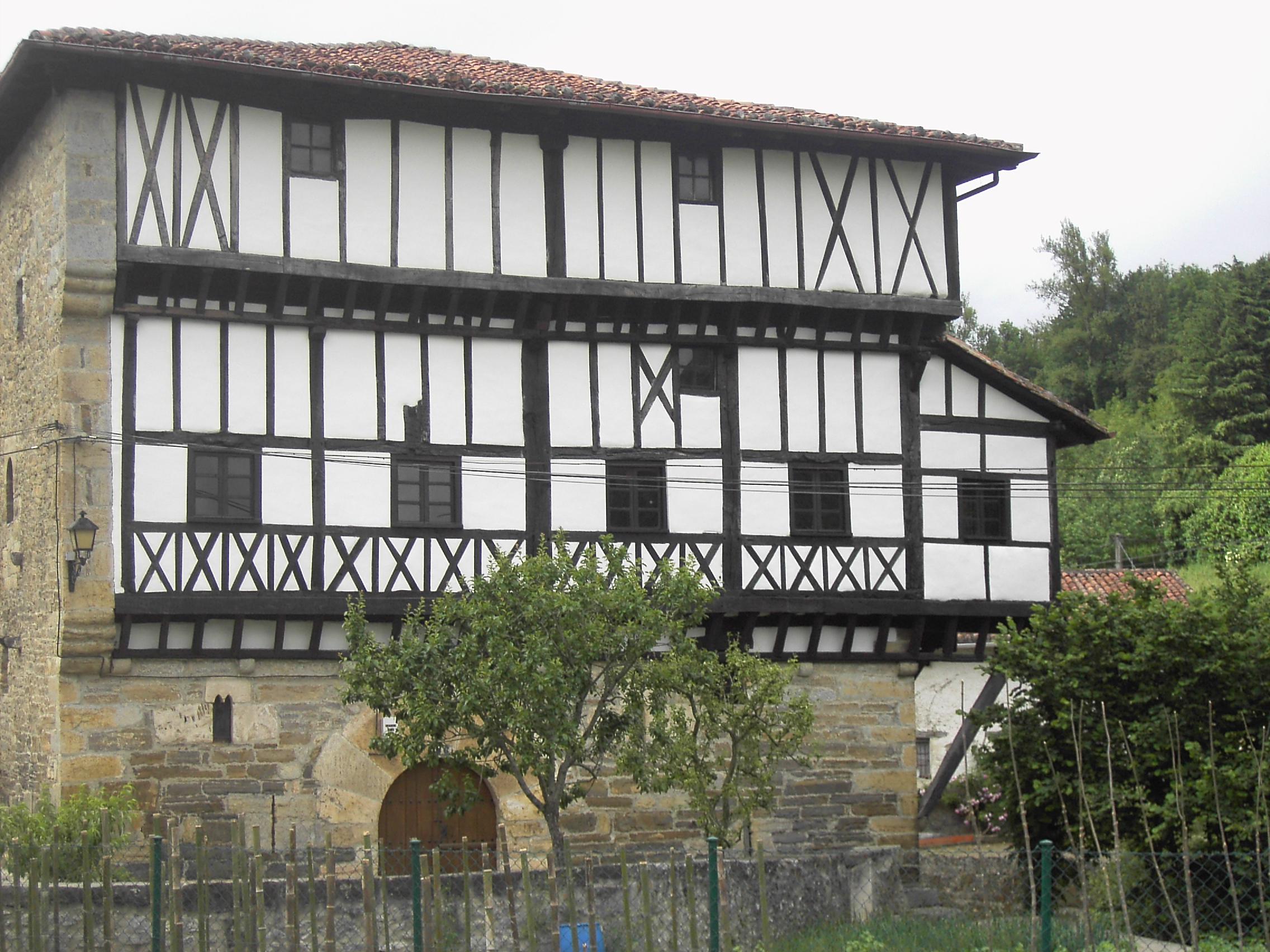
Casa-torre del.

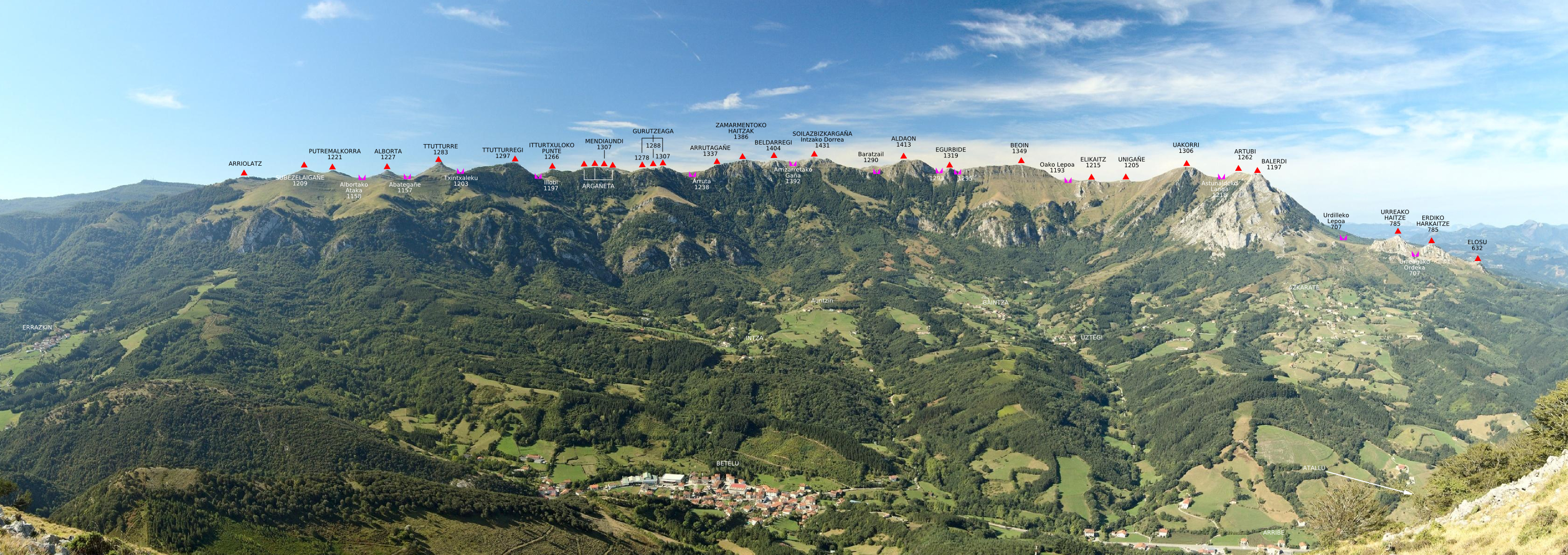
Vista del valle de Araiz con Betelu en el centro y el cresterío de los "Malloak" de Aralar al fondo.

## Toponimia
Varios autores citan como posible origen etimológico de este topónimo el nombre de origen latino Vetulus, que significa viejecillo. Siendo originalmente nombre propio o apodo de una persona que supuestamente habría dado origen al topónimo.

## Administración y política

### Elecciones generales
| Elecciones al Congreso de 2016 en Betelu | Elecciones al Congreso de 2016 en Betelu             | Elecciones al Congreso de 2016 en Betelu | Elecciones al Congreso de 2016 en Betelu | Elecciones al Congreso de 2016 en Betelu |
| Logo                                     | Partido político                                     | Votos                                    | Porcentaje                               |                                          |
| ---------------------------------------- | ---------------------------------------------------- | ---------------------------------------- | ---------------------------------------- | ---------------------------------------- |
|                                          | Podemos (Podemos)                                    | 50                                       | 29,07%                                   |                                          |
|                                          | Geroa Bai (GBai)                                     | 43                                       | 25,00%                                   |                                          |
|                                          | EH Bildu (EH Bildu)                                  | 40                                       | 23,26%                                   |                                          |
|                                          | Unión del Pueblo Navarro (UPN)                       | 21                                       | 12,21%                                   |                                          |
|                                          | Partido Socialista Obrero Español (PSOE)             | 10                                       | 5,81%                                    |                                          |
|                                          | Libertad Navarra-Libertate Nafarra (Ln)              | 3                                        | 1,74%                                    |                                          |
|                                          | Partido Animalista Contra el Maltrato Animal (PACMA) | 2                                        | 1,16%                                    |                                          |
|                                          | Solidaridad y Autogestión Internacionalista (SAIn)   | 1                                        | 0,58%                                    |                                          |

## Demografía
Betelu cuenta con una población de 383 habitantes (INE 2024).
| Gráfica de evolución demográfica de Betelu entre 1842 y 2021                                                        |
| |
| Población de derecho según los censos de población del INE Población de hecho según los censos de población del INE |

## Personas destacadas
- Blas Alexandre de Lezaeta y Zabala (1597-1647): eclesiástico, fue prior del Monasterio de Roncesvalles y Obispo de Pamplona.